# フランクリン郡 (バージニア州)
フランクリン郡（英: Franklin County）は、アメリカ合衆国バージニア州の南部に位置する郡である。ブルーリッジ山脈の麓にあたる。2010年国勢調査での人口は56,159人であり、2000年の47,286人から18.8%増加した。郡庁所在地はロッキーマウント町（人口4,799人）であり、同郡で人口最大の町でもある。
フランクリン郡はロアノーク大都市圏に属しており、バージニア州ロアノーク地域に入っている。北東のベッドフォード郡との郡境をロアノーク川が流れている。

## 歴史

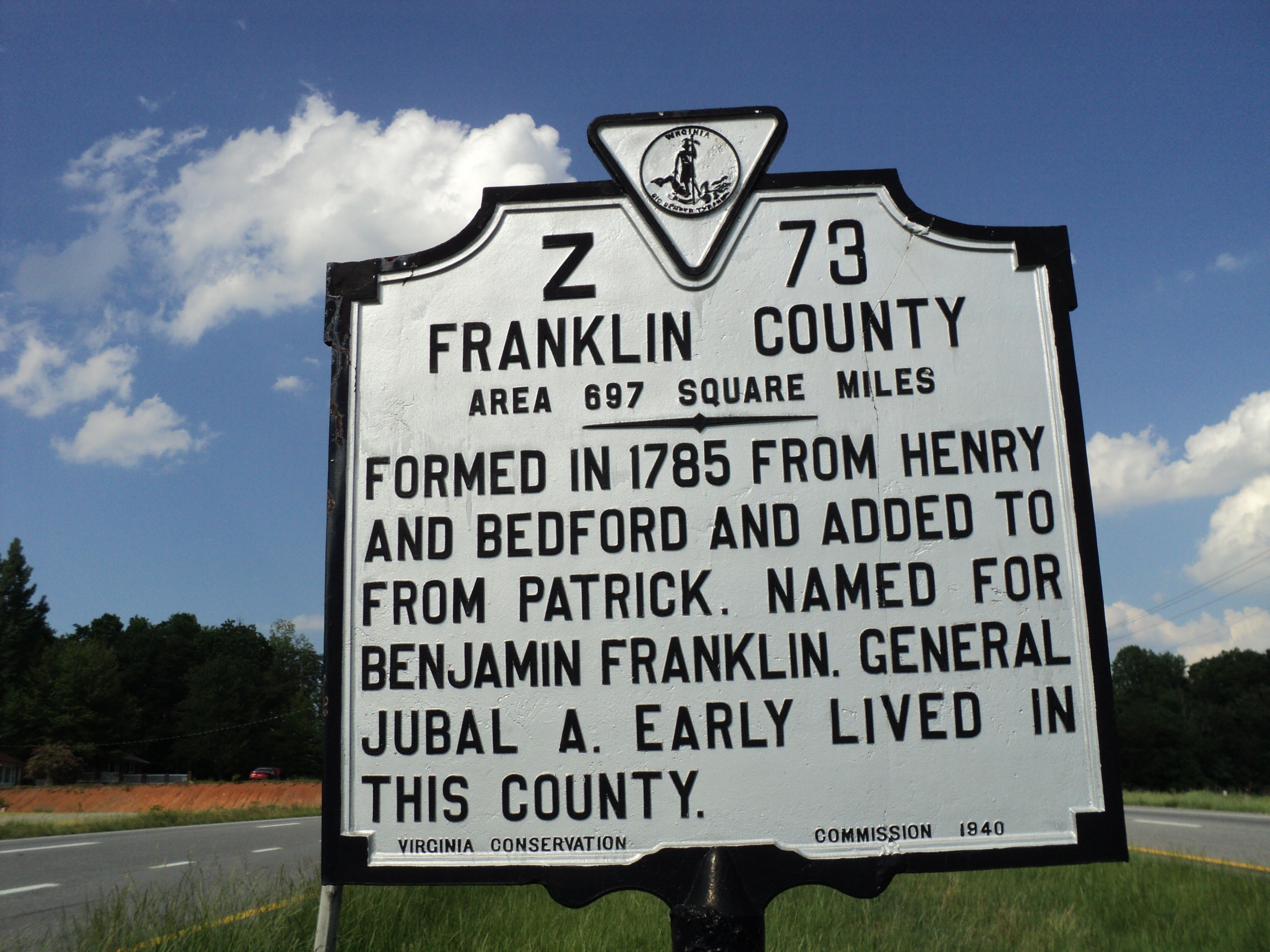
フランクリン郡の歴史を解説する標識

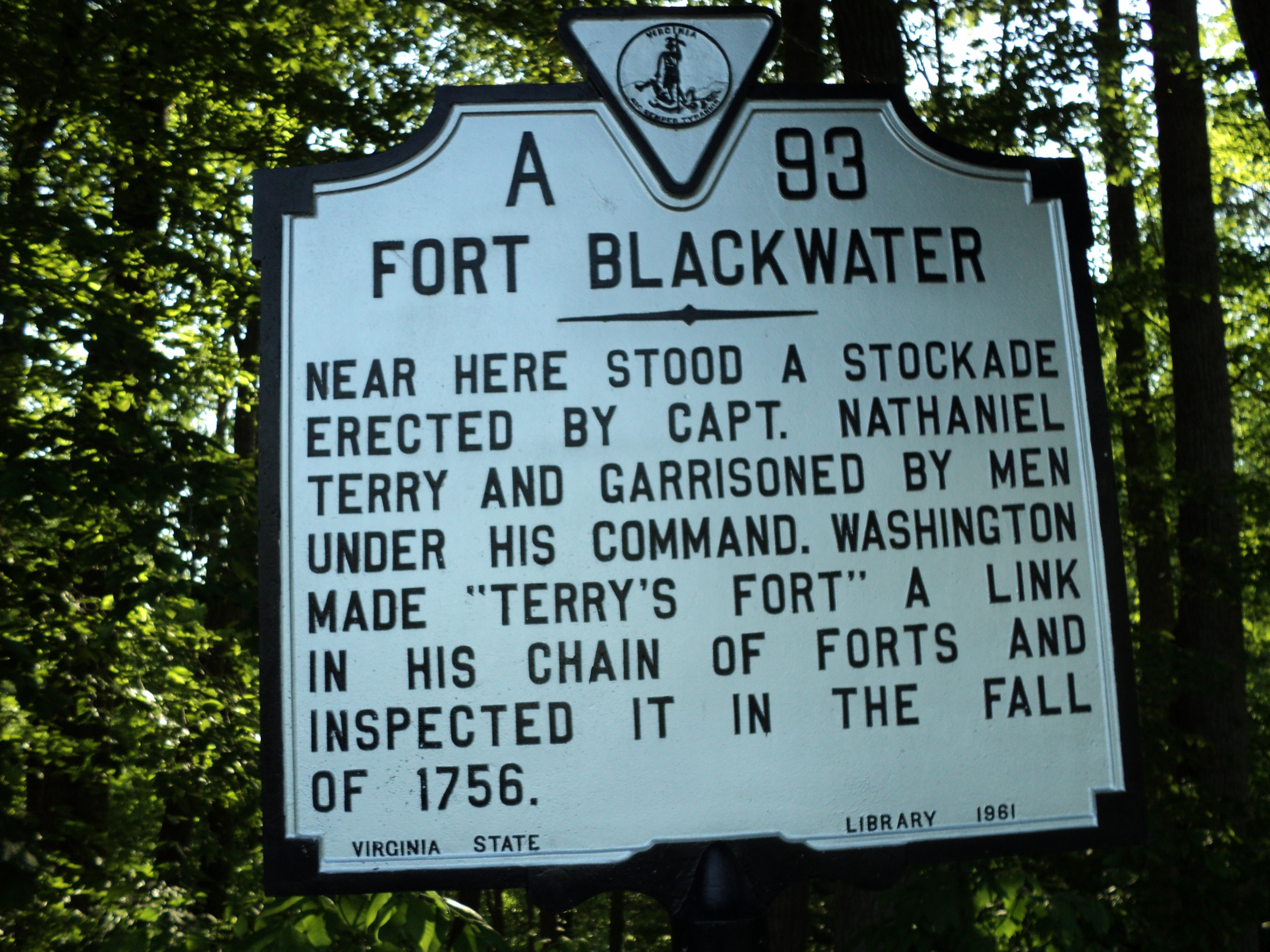
ブラックウォーター砦の歴史標識、砦は1756年に建設され、バージニア最初期の砦となった

ブルーリッジ山脈の麓丘陵部には昔から先住民族が住んでいた。ヨーロッパ人が接触したときは、大半がスー語族の部族が住んでいた。
フランクリン郡は1785年にベッドフォード郡とヘンリー郡の一部を合わせて設立された。郡名はアメリカ合衆国建国の父、ベンジャミン・フランクリンに因んで名付けられた。
禁酒法時代、地元民はフランクリン郡を「世界の密造酒首都」と呼び、これは現在も地元商工会議所が歴史を表現するものとして使っている。密造酒は現在もこの地域で製造されている。1920年代に、郡民100人中99人は何らかの形で違法酒販売に関わったと推計されてきた。2002年、郡内で『1935年の大密造酒陰謀裁判』と題する本が出版された。2012年の映画『欲望のバージニア』は禁酒法時代のフランクリン郡が舞台である。
1980年代からスミスマウンテン湖周辺で大規模な住宅開発があった。そこに住む人々はロアノーク、リンチバーグ、マーティンズビル、ダンビルなどの都市に通勤している。退職者も移住してきており、どちらも郡の人口を増やしている。

## 地理
アメリカ合衆国国勢調査局に拠れば、郡域全面積は712平方マイル (1,844.1 km2)であり、このうち陸地692平方マイル (1,792.3 km2)、水域は19平方マイル (49.2 km2)で水域率は2.74%である。ロアノーク川のノースカロライナ州ロアノーク・ラピッズにある滝線より上流にある。

### 地区
フランクリン郡は11の監督地区に分割されている。ブラックウォーター、ブルーリッジ、ブーンズミル、ジルズクリーク、ロッキーマウント、スノークリーク、ユニオンホール、フェラム、グレイドヒル、ペンフック、キャラウェイの各地区である。

### 主要高規格道路
- アメリカ国道220号線
- バージニア州道40号線
- バージニア州道116号線
- バージニア州道122号線

### 隣接する郡
- ベッドフォード郡 - 北東
- ピットシルベニア郡 - 南東
- ヘンリー郡 - 南
- パトリック郡 - 南西
- フロイド郡 - 西
- ロアノーク郡 - 北西

### 国立保護地域
- ブルーリッジ・パークウェイ（部分）
- ブッカー・T・ワシントン国立保護区

## 人口動態
以下は2000年国勢調査による人口統計データである。
| 基礎データ - 人口: 47,286人 - 世帯数: 18,963世帯 - 家族数: 13,918 家族 - 人口密度: 26人/km2（68人/mi2） - 住居数: 22,717軒 - 住居密度: 13軒/km2（33軒/mi2） 人種別人口構成 - 白人: 88.95% - アフリカン・アメリカン: 9.35% - ネイティブ・アメリカン: 0.19% - アジア人: 0.36% - 太平洋諸島系: 0.02% - その他の人種: 0.42% - 混血: 0.71% - ヒスパニック・ラテン系: 1.21% 年齢別人口構成 - 18歳未満: 22.2% - 18-24歳: 8.1% - 25-44歳: 28.2% - 45-64歳: 27.2% - 65歳以上: 14.3% - 年齢の中央値: 40歳 - 性比（女性100人あたり男性の人口） - 総人口: 97.2 - 18歳以上: 96.3 | 世帯と家族（対世帯数） - 18歳未満の子供がいる: 29.1% - 結婚・同居している夫婦: 60.1% - 未婚・離婚・死別女性が世帯主: 9.4% - 非家族世帯: 26.6% - 単身世帯: 22.6% - 65歳以上の老人1人暮らし: 8.9% - 平均構成人数 - 世帯: 2.44人 - 家族: 2.84人 収入と家計 - 収入の中央値 - 世帯: 38,056米ドル - 家族: 45,163米ドル - 性別 - 男性: 29,807米ドル - 女性: 22,215米ドル - 人口1人あたり収入: 19,605米ドル - 貧困線以下 - 対人口: 9.7% - 対家族数: 7.3% - 18歳未満: 12.7% - 65歳以上: 9.8% |

## 法人化町
- ブーンズミル
- ロッキーマウント - 郡庁所在地

### 未編入の町
- ベントマウンテン
- キャラウェイ
- フェラム
- グレイドヒル
- ヘイルズフォード
- ノースショア
- ペンフック
- レッドウッド
- スノークリーク
- ユニオンホール
- ウェストレイクコーナー

## 大衆文化の中で
- 2012年の映画『欲望のバージニア』では、主に禁酒法時代フランクリン郡が舞台になった
- マット・ボンデュランの歴史小説『The Wettest County in the World』が上記映画の元になっている。

## 著名な出身者
- ジュバル・アーリー、南軍の将軍
- ブッカー・T・ワシントン、解放奴隷であり、当時の指導的教育者かつ公民権運動活動家になった。ヘイルズフォードのバーロー農園でうまれた